# Li Yajun
Li Yajun est une haltérophile chinoise née le 27 avril 1993. Elle est championne du monde dans la catégorie 53 kg.

## Palmarès
- Championnats du monde : 
  - Championnats du monde 2013 à Wrocław :
    -  Médaille d'or en haltérophilie femme catégorie 53 kg.

  - Championnats du monde 2014 à Almaty :
    -  Médaille de bronze en haltérophilie femme catégorie 53 kg.